# Sanmiguelada

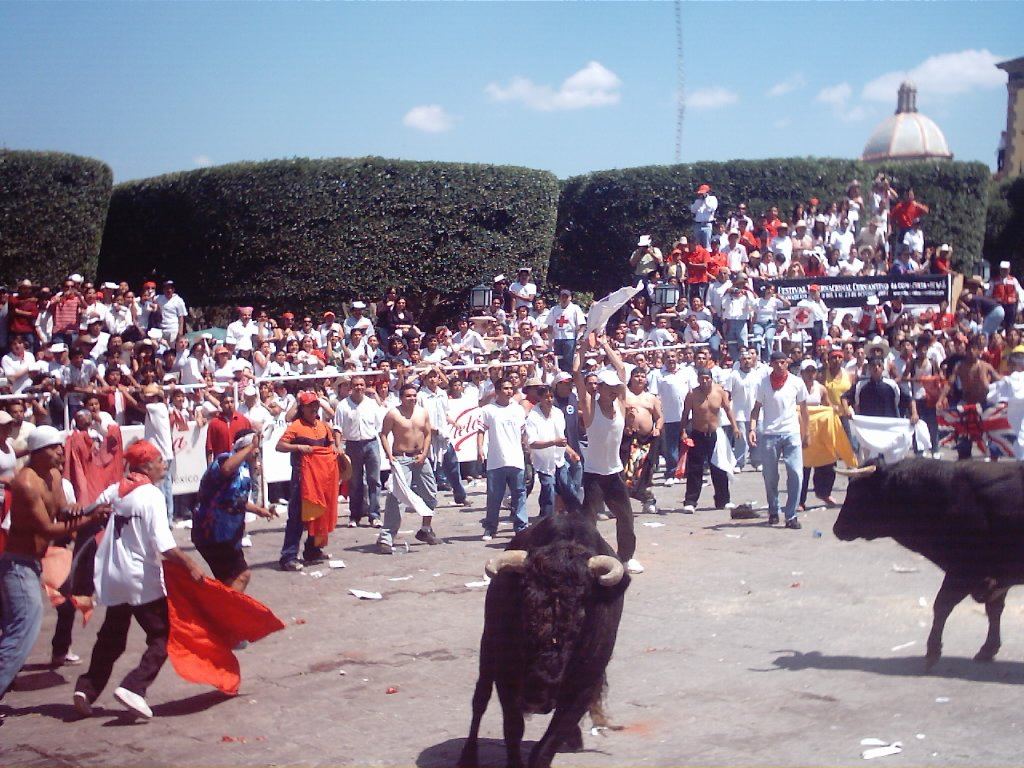
SanMiguelada 2005

Encuentro al estilo de las fiestas de San Fermín celebradas en Pamplona, España, 
en la ciudad de San Miguel de Allende, Guanajuato, México.
Se realiza en el centro de la ciudad, se sueltan varios toros (generalmente entre 6 y 8) dejando que corran alrededor de un bloque de 6 cuadras que abarcan el cuadro principal de la ciudad. Se hace en honor a San Miguel, recordando los días de la conquista donde para celebrar al patrón de la ciudad, se hacían corridas de toros en lo que hoy es el jardín principal. En esas corridas de toros, llegó a participar el general Ignacio Allende.
Generalmente se celebra el tercer sábado del mes de septiembre. 
En el 2006 se celebrará el 23 de septiembre.
El encierro comienza a las 12 de la tarde y termina alrededor de las 2, encerrando a los toros en el camión que los transporta fuera del lugar.
Por desacuerdos entre el gobierno de San Miguel de Allende y el sector hotelero-restaurantero de la ciudad, desde el año 2007 la Sanmiguelada fue cancelada.